# Carinapex papillosa
Carinapex papillosa är en snäckart. Carinapex papillosa ingår i släktet Carinapex och familjen Horaiclavidae. Inga underarter finns listade i Catalogue of Life. 